# Міжнародні тижні ООН
Міжнародний тиждень ООН (англ. International Weeks) — офіційно встановлений ООН з метою привернення уваги до проблем міжнародного значення спеціальний захід — міжнародний пам'ятний тиждень. Це — один з видів спеціальних заходів і пам'ятних дат ООН. В основному міжнародні пам'ятні тижні засновується резолюціями Генеральної Асамблеї ООН. Конкретні строки проведення тижня відрізняються за певними роками.
Інформацію надано за 2017 рік. В дужках вказано номер резолюції та номер сесії Генеральної Асамблеї ООН.

## Лютий
- 1—7 лютого — Всесвітній тиждень гармонійних міжконфесійних відносин (англ. World Interfaith Harmony Week)[1] вказаний тиждень в 2017 році, перший тиждень лютого

## Березень
- 21—27 березня — Тиждень солідарності з народами, які борються проти расизму і расової дискримінації (англ. Week of Solidarity with the Peoples Struggling against Racism and Racial Discrimination)[2]

## Квітень
- 19—23 квітня — Глобальний тиждень ґрунтів (англ. Global Soil Week 2017)[3]

- 24—30 квітня — Всесвітній тиждень імунізації (англ. World Immunization Week) ВООЗ[4]

## Травень
- 8—14 травня — Глобальний тиждень безпеки дорожнього руху ООН (англ. UN Global Road Safety Week) ВООЗ[5] Тиждень 2017 за темою: «Збережи життя: зменш швидкість»

- 25—31 травня — Тиждень солідарності з народами несамоврядних територій (англ. International Week of Solidarity with the Peoples of Non-Self-Governing Territories)[6]

## Серпень
- 1—7 серпня — Всесвітній тиждень грудного вигодовування (англ. World Breastfeeding Week) ВООЗ[7]

## Жовтень
- 4—10 жовтня — Всесвітній тиждень космосу (англ. World Space Week)[8]
- 24—30 жовтня — Тиждень роззброєння (англ. Disarmament Week)[9]
- 24—31 жовтня — Глобальний тиждень медійної та інформаційної грамотності (A/RES/75/267)[10]

## Листопад
- Тиждень на який припадає 11 листопада — Міжнародний тиждень науки та миру[11]
- 18–24 листопада — Всесвітній тиждень правильного використання антибіотиків (ВООЗ)[12]